# Valdecy Urquiza
Valdecy de Urquiza e Silva Junior (São Luís, 1981) é um policial brasileiro e membro da Polícia Federal do Brasil. Ele foi nomeado pelo comitê executivo da Interpol como secretário-geral em 25 de junho de 2024 para suceder Jürgen Stock a partir de 2025. Urquiza é a primeira pessoa iberoamericana a ser nomeada chefe da Interpol desde a sua fundação em 1923. 

## Biografia
Urquiza nasceu em São Luís, no estado do Maranhão  e é formado em direito pela Universidade de Fortaleza, com pós-graduação em direito ambiental e gestão estratégica da sustentabilidade pela Pontifícia Universidade Católica de São Paulo e MBA em administração pública pelo IBMEC. Além disso, Urquiza é formado pelo programa de liderança da Academia Nacional do FBI. Ingressou na Polícia Federal Brasileira em 2004, por meio de concurso público. 
De 2015 a 2018, Urquiza atuou como chefe do escritório nacional da Interpol no Brasil, período em que representou o país em vários órgãos policiais regionais, incluindo a Europol e a Ameripol.  Em 2021, Urquiza foi eleito pela Interpol como vice-presidente para as Américas pelo comitê executivo. Em 2024 foi eleito para secretário-geral da Interpol para um mandato de cinco anos, tomando posse em 5 de novembro daquele ano.